# Куранко
Куранко — народ в Сьерра-Леоне (дистрикт Коньаду, Северной провинции, и дистрикт Коно, Восточной провинции) и в Гвинее (к северу от Кисидугу, до города Бейла). Численность 209 тыс. в Сьерра-Леоне и 55 тыс. человек в Гвинее. Близки к манден (манинка, коньянка и др.). Язык куранко группы манде нигеро-кордофанской семьи. Диалекты: в Сьерра-Леоне — западный и восточный; в Гвинее — Куранко васаманду, близкий к манинка.

## Возникновение
Этнос Куранко сформировался в результате последовательных (с конца 16 века) серий миграций манден из Древнего Мали, ассимилировавших и оттеснивших коно, лимба и, особенно, киси.

## Хозяйство
Основа хозяйства — подсечно-огневое переложное земледелие: первый год новый участок засевают суходольным рисом, второй — просом, маниокой или арахисом, потом оставляют под паром на 5-6 лет. Женское огородничество: кукуруза, арахис, хлопок, батат, таро, лук, помидоры, тыква, гомбо, перец, щавель, индигоноска. Плодовые деревья: бананы, манго, папайя, апельсин, кокос, лимон, ананас; орехи кола. Разведение кур, рыбная ловля (женская) при помощи сетей, запруд и плотин; охота — занятие профессионалов, иногда объединённых в охотничьи союзы. Ремёсла: кузнечное, кожевенное (мужские), плетение (мужское и женское).

## Поселения
Поселения разной величины (от 60 до 1000 жителей); во время дождливого сезона семьи живут в лёгких жилищах на дальних полях, в сухой сезон — в деревнях, в больших многокомнатных круглых домах с очагом в центре и конусообразной крышей.

## Пища
Пища — варёный рис с соусом и приправами.

## Семейно-родственные особенности
Брак патрилокальный, распространена полигиния. Большая патриархальная семья. Крупные родственные группы-кланы, члены которых объединены общим именем-тотемом и общим пищевым запретом; эти имена совпадают в основном с именами дьяму у манден. Трёхступенчатая социальная стратификация: правящие кланы — язычники (сунинке-тонтиги); простолюдины (фуруньогон), в том числе мусульмане; «„низшие касты“» (ньамакаля) у Куранко — только гриоты-певцы хвалебных песен. К приходу европейцев Куранко были разбиты на множество мелких вождеств, но в предшествующие времена они иногда объединялись под властью одного вождя, которая распространялась далеко на восток.

## Вероисповедание и мировоззрение
В основном придерживаются традиционных верований, до 30 % мусульмане-сунниты, около 1 % христиане. Большинство Куранко — приверженцы традиционной идеологии; тайные общества: детские — гбонгбокоде и тулбаре; мужские — коме (магия), конке (строительство мостов), гбангбе (охота на ведьм), дое («„общество мудрецов“»); женское — сегере (охота на ведьм, поддержание уважения между полами). С давних пор исламизированы некоторые родственные группы. Праздники связаны с деятельностью тайных обществ.